# Alwyn Gentry
Alwyn Howard Gentry (1945-1993) was een Amerikaanse botanicus die was gespecialiseerd in tropische botanie en natuurbescherming van de neotropen.
Gentry studeerde tussen 1963 en 1967 aan de Kansas State University, waar hij het laatste jaar een B.A. in de natuurwetenschappen en een B.Sc. in de botanie en zoölogie behaalde. In de zomer van 1967 verbleef hij in Costa Rica, waar hij voor het eerst de plantenfamilie Bignoniaceae bestudeerde. In de herfst van 1967 begon hij met een masteropleiding in de afdeling botanie van de University of Wisconsin onder hoogleraar Hugh H. Iltis. Voor zijn opleiding verbleef hij ook nog aan de University of Miami. In 1969 behaalde hij zijn M.Sc..
In 1972 behaalde hij een Ph.D. met het proefschrift An Eco-evolutionary Study of the Bignoniaceae of Southern Central America aan de Washington University in St. Louis.
In 1972 werd Gentry assistent-conservator bij de Missouri Botanical Garden, waar hij zijn hele leven in dienst zou blijven. Hij heeft meer dan tweehonderd wetenschappelijke artikelen op zijn naam en verzamelde bijna 80.000 plantenspecimens, waarop honderden soortbeschrijvingen zijn gebaseerd. Circa een derde van zijn publicaties handelde over de plantenfamilie Bignoniaceae. Hij was de (mede)auteur van meer dan driehonderd botanische namen, vooral van taxa uit de familie Bignoniaceae. Ook publiceerde hij onder meer over cytologie, etnobotanie, palynologie en fytochemie van de familie Bignoniaceae. Andere plantenfamilies die hij bestudeerde waren Sabiaceae, Buxaceae en Passifloraceae. Andere onderwerpen waarover hij publiceerde, waren tropische floristiek (met name over de flora van Peru), verbanden tussen milieuvariabelen en patronen van bosdiversiteit en -samenstelling, evolutionaire ecologie, plantengeografie en plantengemeenschappen in de Amerikaanse tropen. Voor de Flora Neotropica beschreef hij twee volumes over de familie Bignoniaceae, die respectievelijk in 1980 en 1992 verschenen. Ook was hij betrokken bij de Flora of Panama. Field Guide to the Families and Genera of Woody Plants of Northwest South America was een negenhonderd bladzijden tellend standaardwerk van zijn hand.
Op 3 augustus 1993 kwamen Gentry en ornitholoog Theodore A. Parker III om bij een vliegtuigongeluk in Ecuador, waar ze onderzoek verrichtten voor Conservation International. Het Field Museum in Chicago stelde in 1996 als eerbetoon de Parker/Gentry Award in. Deze jaarlijks toegekende prijs eert individuen, teams of organisaties die zich verdienstelijk hebben gemaakt op het gebied van de natuurbescherming.